# Theo Mulder (wetenschapper)
Theodorus Wilhelmus "Theo" Mulder ('s-Heerenberg, 17 februari 1953) is een Nederlands neuropsycholoog.

## Loopbaan
Mulder promoveerde in 1985 aan de Radboud Universiteit in Nijmegen op een proefschrift getiteld “The relearning of motor control following brain damage: clinical and experimental studies”. Een jaar later kwam hij in dienst van de Sint Maartenskliniek (SMK) en was de oprichter van SMK-Research, een aan de kliniek gebonden afdeling voor toegepast wetenschappelijk onderzoek naar aandoeningen van het bewegingsapparaat.
In 1994 werd hij benoemd tot bijzonder hoogleraar “Revalidatie Onderzoek” aan de Radboud Universiteit, faculteit der Medische Wetenschappen (Neurologisch Instituut). In 1999 volgde een benoeming als gewoon hoogleraar Bewegingswetenschappen en directeur van het Centre for Human Movement Studies van de Rijksuniversiteit Groningen (UMCG).
Vanaf 2006 was Mulder gedurende 10 jaar de overkoepelend directeur van de 16 instituten voor wetenschappelijk onderzoek van de Koninklijke Nederlandse Akademie van Wetenschappen (KNAW). Hij trad toe tot de directie van de KNAW.
In 2017 was hij gedurende 1 jaar rector van het NIAS - Netherlands Institute for the Advancement of the Social Science, dat mede onder zijn verantwoordelijkheid van Wassenaar naar het centrum van Amsterdam was verhuisd.
In 2018 werd hij door de Sint Maartenskliniek, Radboudumc in Nijmegen, Universiteit Twente en Roessingh Research & Development in Enschede aangesteld met als opdracht de onderlinge samenwerking voor wat betreft wetenschappelijk onderzoek en zorginnovatie op het terrein van aandoeningen van houding en beweging te intensiveren. Deze intensivering kreeg formeel vorm in de oprichting op 30 september 2020 van ICMS – Interdisciplinary Consortium for Clinical Movement Sciences & Technology, een samenwerkingsverband van 200 fte onderzoek gebundeld binnen drie programma’s en acht onderzoekslijnen. In 2020 en de eerste helft van 2021 was Mulder de voorzitter van het Dagelijks Bestuur van ICMS. Vanaf 1 juli 2021 is hij als adviseur verbonden aan ICMS.
Mulder is anno 2021 (co-)auteur van 170 artikelen en 5 boeken. In 2019 publiceerde Mulder het boek De Hersenverzamelaar over de frenoloog Franz Joseph Gall.

## Publicaties
- Mulder, van Cranenburgh (1986). Van contractie naar actie: theorieën over motoriek. Bohn Scheltema & Holkema.
- Van der Meulen, Avezaat, Derix, Mulder en van Strien (2003). De post-traumatische gevolgen van niet-aangeboren hersenletsel. Elsevier.
- Mulder (2001). De Geboren Aanpasser: over hersenen, beweging en verandering. Contact.
- (de) Mulder (2007). Das adaptive Gehirn. Thieme verlag. ISBN 9783131433619.
- Mulder (2019). De Hersenverzamelaar - Het veelbewogen leven van Franz Joseph Gall. Balans, p. 344.

- Gemeinsame Normdatei: 132335840
- International Standard Name Identifier: 0000 0000 8353 5940
- Library of Congress Control Number: n85224380
- Virtual International Authority File: 6091612